# Giulio Collalto
Giulio Collalto (Roma, 1953 – Milano, 23 giugno 2009) è stato un serial killer italiano.

## Biografia
Nato nel 1953 a Roma, Giulio Collalto non conoscerà mai il padre. Quando ha tre anni, la madre lo abbandona nel collegio di Santa Rita di Grottaferrata, dove rimarrà fino ai 14 anni. Nel giugno 1969 scoppia uno scandalo a causa delle torture e ai trattamenti inumani ai quali sono sottoposti i bambini dell'istituto diretto da Maria Diletta Pagliuca. Collalto stesso, in futuro, dichiarerà:
“(Suor Pagliuca) ci costringeva a mettere il viso nei nostri escrementi, ci legava a termosifoni, ci incatenava al letto per farci stare fermi e le botte erano all’ordine del giorno, tanto da lasciarci segni permanenti”.
Sono proprio gli anni del collegio ad avere un effetto devastante sulla psiche di Collalto, abituato a solitudine, sofferenze, e costanti maltrattamenti fisici e psicologici. Tutti questi abusi peggiorano una psiche già condizionata da una forma di epilessia e un ritardo mentale pari a due terzi. Quando l'istituto di Suor Pagliuca chiude, Collalto viene trasferito nell'ospedale psichiatrico di Mombello dove rimane per due anni prima di evadere. Viene successivamente internato in un nosocomio, ma riesce a fuggire anche da questa struttura e trova alloggio da un commerciante depravato che lo costringe più volte a rapporti omosessuali. 
Nel 1971 Amedeo Cervini, un commerciante di Milano, trova Collalto sporco e affamato in un parco e decide di aiutarlo. Collalto lo chiama affettuosamente "zio", e grazie a Cervini trova un lavoro e una casa. Cervini fa ricoverare Collalto in una struttura sanitaria a Limbiate, dal quale il ragazzo viene dimesso con la diagnosi di "piena sanità mentale". Tuttavia, Collalto si distingue per comportamenti pedofili e un'attrazione sessuale verso i minori causata dai suoi traumi del passato mai affrontati. 

### Gli omicidi
Nel 1976, Cervini viene ricoverato in ospedale e Collalto va spesso a trovarlo. Durante il ricovero ospedaliero dell'uomo, Collalto conosce un bambino di dieci anni, Roberto Auglia, anche lui con un comportamento introverso e a volte problematico. I due stringono amicizia e Giulio si reca spesso a casa di Roberto, per parlare dei suoi problemi. Dopo poco, però, Giulio inizia a manifestare un interesse di tipo sessuale verso Roberto e il 10 febbraio 1976, mentre è a casa sua, tenta di violentarlo. Roberto si ribella e Giulio, accecato dalla rabbia, lo soffoca con un cuscino. Dopo aver ucciso Roberto, simula un suicidio di quest'ultimo appoggiando la sua testa sui fornelli del gas accesi. A ritrovare il corpo di Roberto è sua madre Francesca, e né lei né i poliziotti giunti sul posto credono all'ipotesi del suicidio. Sarà proprio Francesca Auglia a denunciare per prima Giulio Collalto, e i suoi sospetti vengono sostenuti dalle testimonianze dei vicini. In molti hanno visto Giulio salire in casa di Roberto quel giorno, inoltre lo stesso Giulio è stato notato ai funerali del bambino dove piange a dirotto e mette un grande mazzo di garofani bianchi sulla bara di Roberto. 
Dopo averlo ucciso, Giulio tenta due volte il suicidio ma senza successo. Viene arrestato mentre è in clinica a disintossicarsi in seguito al tentato suicidio per barbiturici, e la Corte d'Assise di Milano lo condanna a sei anni di reclusione e a tre anni di casa di cura per omicidio preterintenzionale. Viene inoltre ritenuto infermo di mente e dunque non socialmente pericoloso. Dopo un solo anno di reclusione in carcere, Collalto viene trasferito da un ospedale all'altro prima di venire affidato a una famiglia di Cremona. Lì comincia a frequentare l'oratorio Sant'Abbondio, dove conosce molti bambini. Il parroco, tuttavia, chiede alla sua famiglia affidataria di non mandarlo più all'oratorio perché la sua presenza non è compatibile con l'ambiente. Successivamente, trova lavoro come comparsa di una troupe televisiva che sta girando la miniserie televisiva Verdi e svolge anche la funzione di custode di costumi e macchinari. 
Il 15 agosto 1979 un bambino dell'oratorio Sant'Abbondio, Luca Antoniazzi, di sette anni, segue Collalto nello scantinato di un vecchio ospedale in disuso che fa da deposito per la troupe. Giulio tenta di abusare sessualmente di lui, ma come Roberto anche Luca si oppone e viene strangolato. In seguito, Giulio nasconde il suo cadavere sotto un montacarichi.

### L'arresto e il processo
Le autorità ritrovano subito il corpo senza vita di Luca, e risalgono immediatamente a Giulio. Subito dopo l'omicidio di Luca, i componenti della troupe hanno visto Giulio vestito solo con un paio di slip, e lui ha detto di essere caduto e di essersi bagnato i vestiti. Infine, diverse persone hanno sentito le urla di Luca dal fondo dello scantinato. Alla fine Giulio, in lacrime, confessa l'omicidio agli inquirenti e supplica la sua famiglia affidataria di non abbandonarlo. Al processo, viene dichiarato capace di intendere e di volere e condannato quindi all'ergastolo il 4 dicembre 1981. Negli anni '90 chiede più volte la grazia, ma senza successo. Nel 2005 viene presentata un'istanza di scarcerazione per buona condotta, ma i problemi psichici di Collalto sono ancora troppo importanti per permettere un suo reinserimento nella società.

### La morte
Collalto muore in carcere a Milano il 23 giugno 2009, a 56 anni. Attualmente il suo corpo si trova nel Cimitero della Villetta, a Parma.